# Blasticotoma filiceti
Blasticotoma filiceti är en stekelart som beskrevs av Johann Christoph Friedrich Klug 1834. Blasticotoma filiceti ingår i släktet Blasticotoma, och familjen ormbunkssteklar. Arten är reproducerande i Sverige.